# Экономика Кабо-Верде
Экономика Кабо-Верде является слаборазвитой. Приблизительно 82 % продуктов питания приходится импортировать. Рыболовецкий потенциал — главным образом омар и тунец — абсолютно не используется. Экономические реформы нацелены на развитие частного сектора и привлечение иностранных инвестиций. Будущее экономики зависит от обслуживания туризма, денежных переводов и государственной программы развития экономики.
По оценке 2007 года в стране насчитывалось около 196 тыс. работающих. Уровень безработицы составлял 12 % в 2014 году.
Кабо-Верде стало членом ВТО в июле 2008 года.

## Сельское хозяйство и рыболовство

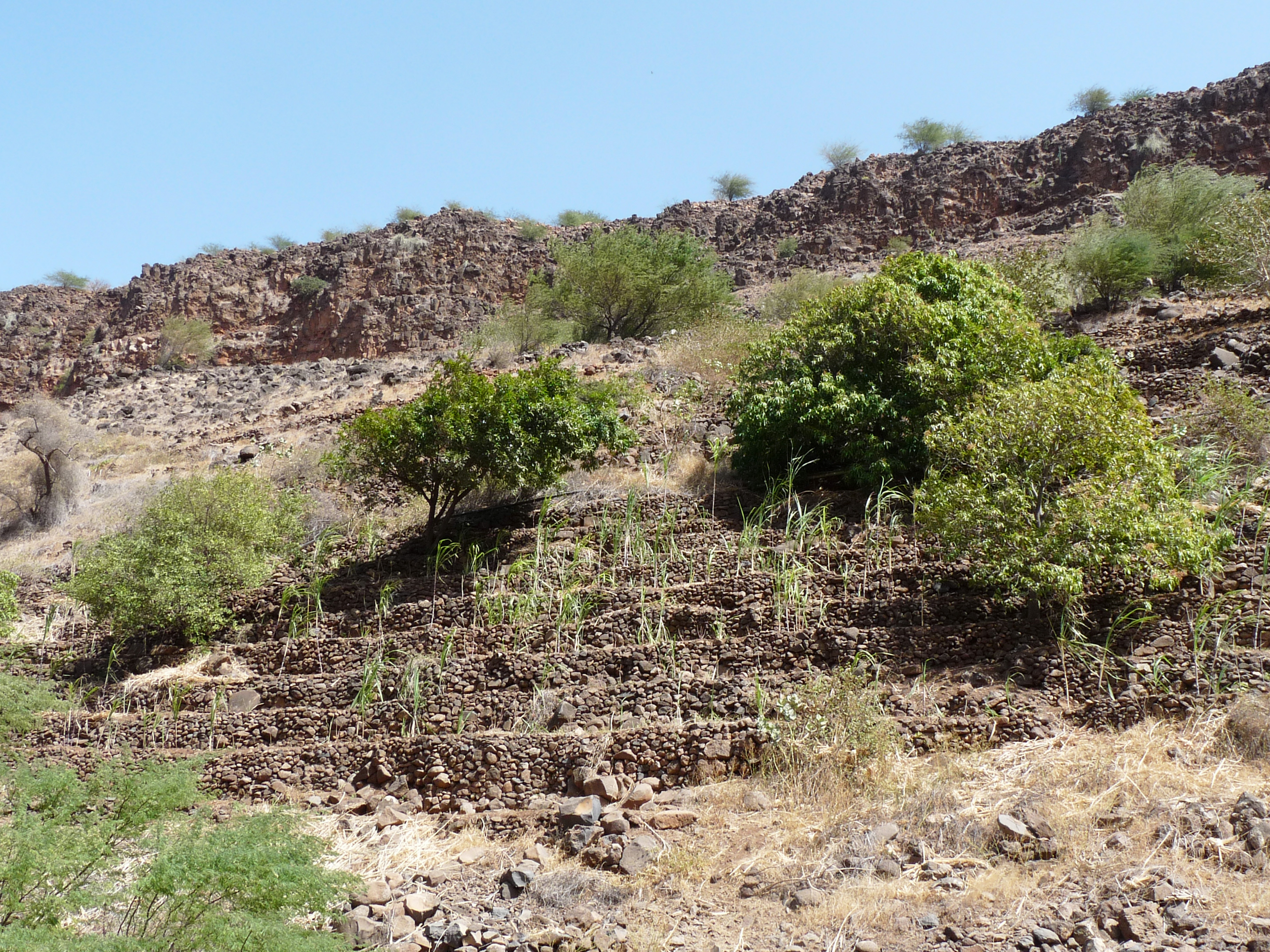
Выращивание маниока на террасах на острове Сантьягу

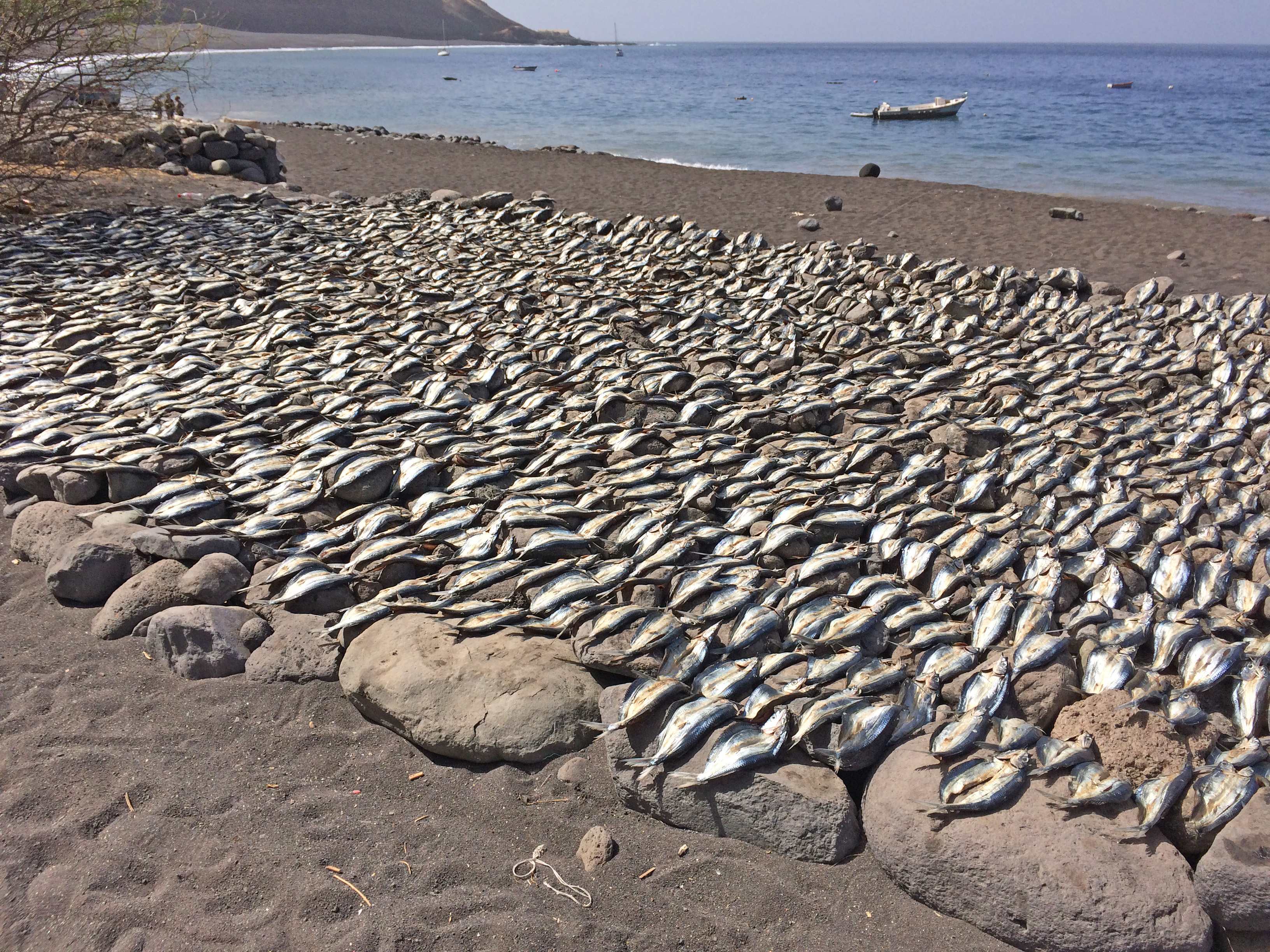
Cушка выловленной рыбы в деревне Таррафал-де-Монте-Тригу

В сельском хозяйстве занято около 50% населения. Обрабатываемые земли занимают 10% территории страны, на них выращивают ананасы, бананы, бобовые, капусту, картофель, маниок, кукурузу, манго, орехи кока, кофе, клещевину, сахарный тростник и томаты.  Также имеется животноводство (крупный рогатый скот, овцы, ослы и свиньи).
Развитию сельского хозяйства мешают частые засухи. Для обеспечения населения пресной водой на всех островах страны имеются установки по опреснению морской воды.
Рыболовство развито слабо. С 1990 года в водах Кабо-Верде рыбаки из стран ЕС занимаются выловом тунца.

## Промышленность
Промышленность развита слабо. Имеются рыбоконсервные заводы, швейные и обувные фабрики, заводы по сборке велосипедов и мотоциклов, фабрики по обработке декоративного камня, завод стройматериалов, судоремонтная верфь, пивной завод
Также добываются соль и пуццолан, который используется для производства цемента. 

## Туризм
Туризм занимает важное место в экономике страны. Благоприятный климат позволяет принимать туристов круглый год. 

## Энергетика
Почти вся электроэнергия вырабатывается на тепловых электростанциях, использующих импортируемое дизельное топливо.

## Транспорт
В стране 7 аэропортов, в том числе 4 международных. Для перемещения между островами курсирует несколько паромов. Железных дорог нет.

## Структура государственных капиталовложений
- на сферу транспорта, инфраструктуры и жилищного строительства — 26 %;
- образование (17 %);
- сельское хозяйство и рыболовство (12 %);
- борьба с бедностью и нищетой (11 %);
- здравоохранение (8 %).

Структура ВВП по отраслям (2000):
- сельское хозяйство — 11,5 %;
- промышленность — 18,6 %;
- услуги — 69,9 %.

## ВВП
Структура ВВП по занятости (2001):
- сельское хозяйство — 23 %;
- промышленность — 6 %;
- услуги — 71 %.
- безработица — 21 % (по неофициальным данным — более 50 %).
- Доходы 44 % населения ниже уровня бедности.
- Инфляция — 3,8 %.

По данным 2001 года:
- ВВП составил 550 млн долл. США
- национальный доход на душу населения — 1250 долл. США
- экономический рост — 3 %.

Внешний долг на 2002 год составил 325 млн долл. США
По данным 2004 года:
- ВВП страны составил 610 млн долл. США;
- национальный доход на душу населения — 1380 долл. США;
- уровень инфляции в сравнении с 2003 г. снизился до отрицательной величины −1,6 %.
- экономический рост — 5 % (5,5 % в 2003 г.);
- долг — 652 млн долл. США (645 млн долл. США в 2003 г.), из них 53 % — внешние заимствования и 47 % — обязательства перед внутренними кредиторами.

В 2005 году было импортировано 1 785 баррелей нефти в день. В 2006 году потребление нефти составило 2 117 баррелей в день.
В 2006 году было выработано 47,0 млн кВт·ч электроэнергии; израсходовано 43,71 млн кВт·ч.
По данным 2007 года:
- ВВП(паритет покупательной силы) составил 1 603 млрд долл. США
- ВВП(курс официального обмена) составил 1 428 млрд долл. США
- ВВП(реальный темп роста) составил 6,9 %
- национальный доход на душу населения — 3 200 долл. США;

Структура ВВП по занятости (2007):
- сельское хозяйство — 9,3 %;
- промышленность — 16,7 %;
- услуги — 74 %;
- инвестиции составили 37 % ВВП;
- Индустриальный темп роста производства — 7,5 %.

Бюджет (2007):
- доходы — 436,1 млн долл. США;
- расходы — 449,7 млн долл. США.
- рост инфляции — 4,4 %;
- учетная ставка центрального банка — 8,5 % (31 декабря 2007)
- низшая ставка на ссуду коммерческого банка — 10,55 % (31 декабря 2007)
- в ценных бумагах — 574 млн долл. США (31 декабря 2007)
- запасы иностранной валюты и золота — 398 млн долл. США (31 декабря 2007, оценка);
- запас квази денег — 689 млн долл. США (31 декабря 2007)
- внутренний кредит — 1 049 млрд долл. США (31 декабря 2007)

## Обменный курс
Обменные курсы:
Эскудо Кабо-Верде к доллару США:
- 97,703 (2003)
- 88,808 (2004)
- 88,670 (2005)
- 87,946 (2006)
- 81,235 (2007)
- 79,32 (2011)
- 83,114 (2013)
- 97,58 (2015)

## Экспорт
В 2015 году экспорт составил 192,7 млн долл. США.
Экспортируются такие продукты потребления, как обувь, предметы одежды, рыба, кожсырье.
Экспорт-партнеры (2014):
- Испания — 46,1 %;
- Польша — 22,4 %;
- Португалия — 11,8 %.

## Импорт
В 2015 году импорт составил 797,8 млн долларов США.
Импортируются следующие продукты потребления: продовольствие, продукты индустрии, транспортное оборудование, топливо.
Импорт — партнеры (2010):
- Алжир — 72,5 %;
- Португалия — 10 %.